# رابطة صناعة السيارات

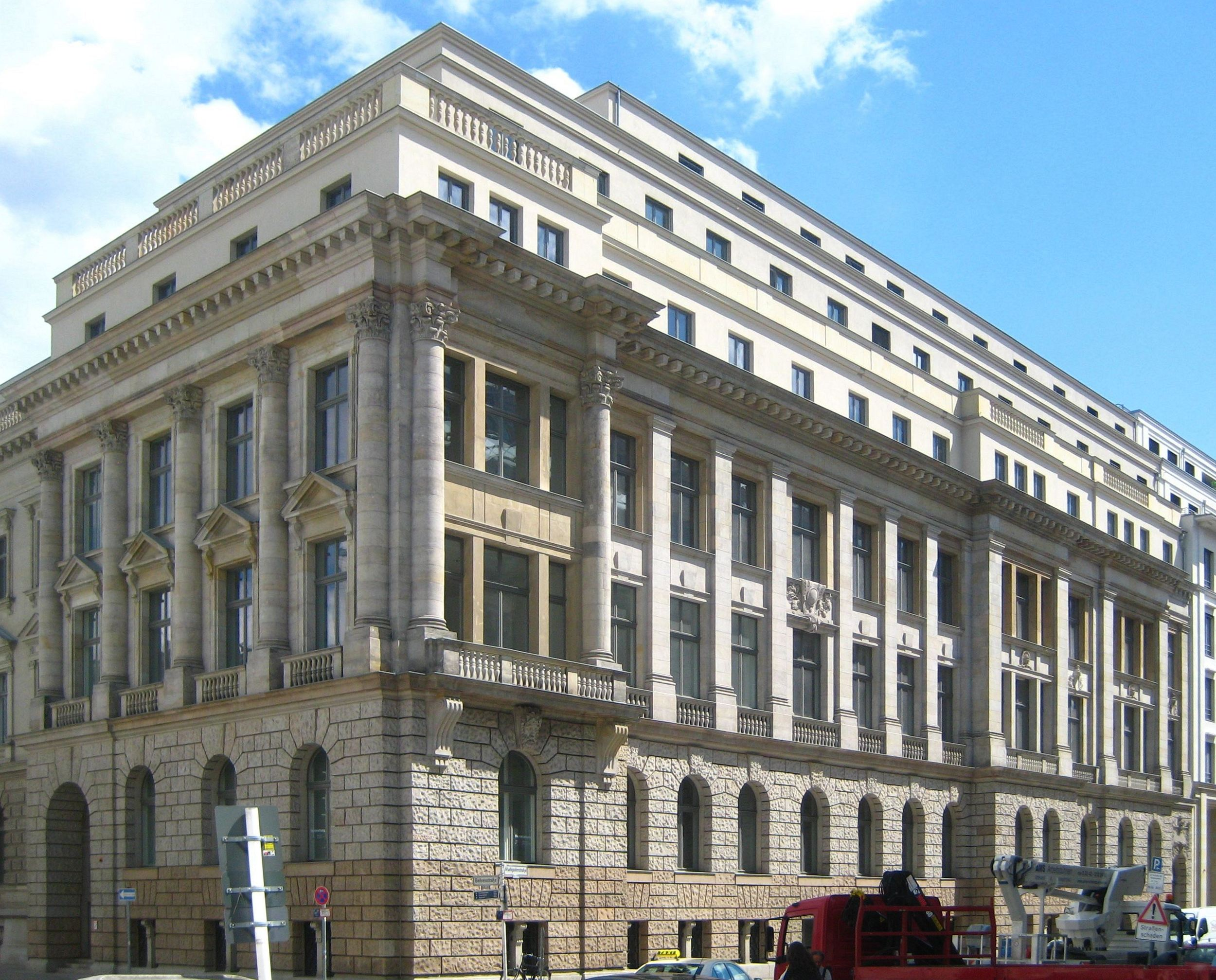

الرابطة الألمانية لصناعة السيارات (بالألمانية: Verband der Automobilindustrie).
تقوم رابطة صناعة المركبات سنويا بتنظيم أكبر معرض ضمن هذا القطاع على الصعيد العالمي تحت أسم المعرض العالمي للسيارات واعتمادا على نظام التناوب يقام هذا الحفل الكبير سنة في فرانكفورت وأخرى في هانوفر ويجذب معرض فرانكفورت الواقع على نهر الماين خاصة الزوار المتخصصين في السيارات فقط أما معرض هانوفر فيصب كل اهتمامه على المركبات التجارية.

## الروابط الخارجية
- الموقع الرسمي للرابطة